# Клен (приток Вытебети)
Клен (Клинок) — река в России, протекает в Хвастовичском районе Калужской области. Левый приток реки Вытебеть.
Берёт начало у села Клён. Течёт на восток через леса. Устье реки находится в 70 км по левому берегу реки Вытебеть. Длина реки составляет 10 км.

## Данные водного реестра
По данным государственного водного реестра России относится к Окскому бассейновому округу, водохозяйственный участок реки — Ока от города Белёв до города Калуга, без рек Упа и Угра, речной подбассейн реки — бассейны притоков Оки до впадения Мокши. Речной бассейн реки — Ока.
Код объекта в государственном водном реестре — 09010100512110000020063.